# 七道街道
七道街道，是中华人民共和国辽宁省丹东市元宝区下辖的一个乡镇级行政单位。

## 行政区划
七道街道下辖以下地区：
城隍庙一社区、城隍庙二社区、铁路新华社区、崇兴社区、仁忠社区、小东沟社区、爱民社区、于家一社区、于家二社区和七道社区。